# Литвиненко Валентин Гаврилович
Валенти́н Гаври́лович Литвине́нко (28 серпня 1908, Кременчук — 15 грудня 1979, Київ) — український радянський художник і письменник; член Спілки радянських художників України з 1943 року.

## Життєпис
Народився 15 [28] серпня 1908 року в місті Кременчуці (нині Полтавська область, Україна) у сім'ї незаможнього торгівця. Дитинство провів у селі Дейманівці на Полтавщині.
У 1924 році разом із матір'ю переїхав до Криму, де почав працювати спочатку чорноробом, учнем маляра, згодом покрівельником. Працюючи на будівництві, у 1929—1930 роках одночасно навчався у художній студії Миколи Самокиша в Сімферополі. У 1932—1934 роках продовжив навчання на робітфаці при Харківському художньому інституті. У 1934—1935 роках навчався в студії Івана Селезньова в Києві. Після проходження строкої служби у Червоній армії працював у газеті «Комсомолець України».
У передвоєнний час працював у «Держнацмен-видаві», «Дитвидаві», видавництві «Мистецтво». З 1941 року працівник журналу «Перець». У 1941 році, з початком німецько-радянської війни, був мобілізований до армії, та вже через кілька місяців його відкликали у розпорядження Політвидаву при ЦК КП України для вигортовленя плакатів і листівок, малювання карикатур, ілюстрування книжок й брошур.
Член ВКП(б) з 1949 року. У 1954—1979 роках проживав у Києві в будинку на вулиці Червоноармійській № 12, квартира № 23. Помер у Києві 15 грудня 1979 року.

## Творчість
Працював у галузях станкової та книжкової графіки, станкового живопису. Створював політичні плакати, агітвікна, листівки, сатиричні малюнки, карикатури у дусі соцреалізму, реалістичні пейзажі, ілюстрації до байок, українських народних казок. Численною є шевченкіана художника. Серед робіт:
плакати
- «Україна вільна» (1944);
- «Волго-Дунайська рапсодія» (1944);
- «Слово нове між людьми» (1961, ліногравюра, акварель; за мотивами твору Тараса Шевченка «Осія. Глава XIV»);

станкова графіка
- «Рус не здається!» (1944);
- «Дядечку, я боюся!» (1944);
- «Переможець» (1944);
- «Рус не здається!» (1944);
- «Лист» (1945, гуаш);
- «Люблю і пишаюся» (1945, гуаш);
- «Журі» (1945, ліногравюра);
- серія «Відбудова заводу» (1946, ліногравюри);
- «Квартет» (1947, ліногравюра);
- за мотивами поеми «Сон» Тараса Шевченка (1949; 1950, гуаш);
- серія «Мисливська лірика» (1951, ліногравюри);
- «Золота осінь» (1952, ліногравюра);
- «Залишився» (1952);
- «Пам'ятник Тарасові Шевченкові в Києві» (1954);
- серія «З типів, що йдуть у минуле» (1954—1956);
- сатирична серія «Різновиди птахів, які зникають» (1956, гуаш);
- «Весняна тиша» (1959, ліногравюра);
- «Мисливські усмішки» (1961, туш, акварель);
- «Причинна» (1961);
- серія «Рибальське щастя» (1960);
- «Думи» (1964, за мотивами Тараса Шевченка; гуаш);
- «Тарас Шевченко серед казахів» (1964);

пейзажі
- «Руїни Києво-Печерської лаври» (1944);
- «Міський етюд» (1946);
- «На Володимирській гірці» (1947);
- «Біля Києва» (1948);
- «Весняний дощ» (1965);
- «Шевченкова липа у Седневі» (1965, полотно, олія; 1979, сангіна);
- «Дорога на село» (1966);
- «Гілка з яблуками» (1966);
- «Озеро взимку» (1967);
- «Зелений червень» (1969);
- «Березовий гай» (1970).

автор ілюстрацій
- до байок Івана Крилова (1945) та Леоніда Глібова (1946);
- українських народних казок «Кіт, Лисиця і Півень» (1948), «Лисичка і Вовк» (1975) і «Пан Коцький» (1978);
- творів Миколи Гоголя (1948), Івана Франка («Лис Микита», 1949; «Осел і лев», 1951; 1966; «Захар Беркут», 1960), Лесі Українки («Біда навчить», 1962), Остапа Вишні («Мисливські усмішки», 1958; «Зенітка», 1966);
- збірки «Українські народні казки» (Київ, 1968).

Учасник республіканських художніх виставок з 1944 року, всесоюзних — з 1946 року, зарубіжних — з 1956 року. Мав персональні виставки у Києві у 1952, 1956—1957, 1959, 1971, 1980, 1983 роках, Москві у 1952, 1955, 1982 роках, Ленінграді у 1956 році, Вільнюсі у 1957 році, Одесі у 1962 році, Астрахані у 1969 році. На Всесвітній виставці «Політична сатира в боротьбі за мир» у Москві у 1970 році роботи художника були відзначені золотою медаллю.
Роботи художника зберігаються у Національному художньому музеї України і Національному музеї Тараса Шевченка у Києві, Шевченківському національному заповіднику у Каневі, Національному музеї у Львові, Дніпровському, Закарпатському, Запорізькому, Миколаївському, Одеському, Полтавському, Сумському, Харківському, Херсонському, Черкаському і Чернівецькому художніх музеях, Житомирському, Кіровогадському, Кременчуцькому і Рівненському краєзнавчих музеях, Третьяковській галереї у Москві, Астраханській картинній галереї. Архівний фонд митця зберігається у Центральному державному архіві-музеї літератури і мистецтва України (ф. 1000, оп. 1, 2), він налічує 656 одиниць.
Автор казок «Чарівна сопілка», «Стара сосна і дятел-молодець» (обидві — 1957), книжок для дітей:
- «Про маленьких друзів» (1959);
- «Як гуртом корову рятували»;
- «Повітряна тривога»;
- «Золоте яєчко»;
- «Казки та оповідання»;
- «Казки» (1969)[5].

## У мистецтві
Портрет художника у 1973 році створив художник Олександр Данченко.

## Відзнаки
нагороджений
- золотою медаллю «Борець за мир» Радянського Комітету захисту миру (1969);
- орденом Трудового Червоного Прапора;
- орденом Дружби народів;
- почесною грамотою Президії Верховної Ради УРСР;

почесні звання СРСР
- заслужений діяч мистецтв УРСР з 1958 року;
- народний художник УРСР з 1960 року.